# NGC 2897
NGC 2897 (również PGC 26949) – galaktyka soczewkowata (S0), znajdująca się w gwiazdozbiorze Hydry. Odkrył ją Albert Marth 6 lutego 1864 roku.